# Kékesfalva
Kékesfalva (románul: Meria) falu Romániában, Erdélyben, Hunyad megyében.

## Fekvése
A Ruszka-havas hegységben, az Erdőhátság nevű néprajzi tájon, egy 1000 méter magas hegy tetején fekszik.

## Nevének eredete
Román neve a nyelvjárási merie ('kék') szóból származik, magyar neve ennek fordítása. A név eredetileg valószínűleg azt a hegyet jelölte, amelyre települt (vö. Kékes és Kék Magura/Măgura Vânătă a Bihar-hegységben). Először 1504-ben mint Mwrunfalwa, majd 1516-ban Merye, 1518-ban Nyrea, 1521-ben Mwray, 1760–62-ben pedig Kékesfalva néven tűnt fel.

## Története
A múltban valószínűleg a világtól leginkább elzárt erdélyi falu volt. A helyi hagyomány szerint lakói egykor szökevény parasztok voltak, akik rendszeresen kirabolták az utazókat és mind a Hátszegi-medence, mind a Bánság lakóit. Mint rablók, szándékosan építették házaikat a járhatatlan erdőség mélyén emelkedő hegytetőre, ahol a rend őrei nem találhattak rájuk, vagy ha mégis, könnyen szemmel tarthatták őket. Végül reguláris katonaság ütött rajta búvóhelyükön, és vetette őket jobbágyságba.
Nehezen megközelíthető volta miatt idegenek nagyon ritkán vetődtek el a faluba, még egyházi vizitációkra is csak ritkán került sor. Az első világháborúig sem saját papjuk, sem iskolájuk nem volt, és a gyermekek a távolságok és az utak állapota miatt más falu iskolájába sem járhattak. Lakói elegendő legelőterülettel bírtak, amelyen juhot tenyésztettek, emellett messze eljártak szenet égetni. Népi kultúrája és nyelvjárása a legközelebbi falvakétól is erősen különbözött.
Férfi lakossága az 1960-as évektől a vádudobri vasércbányában dolgozott.
1900-ban 692 román lakosából 691 volt görögkatolikus, 2002-ben 270 román lakosából 267 ortodox vallású.